# 東太田村
東太田村（ひがしおおたむら）は、かつて新潟県西蒲原郡にあった村。

## 沿革
- 1889年（明治22年）4月1日 - 町村制施行に伴い西蒲原郡東太田村が村制施行し、東太田村が発足。
- 1901年（明治34年）11月1日 - 西蒲原郡杣木村、小高村、太花野村（一部）と合併し、太田村となり消滅。